# Santuario de Santa Eduviges (Trzebnica)
El santuario de Santa Eduviges en Trzebnica, Polonia, también conocido como convento o abadía de Trzebnica, es un convento de monjas cistercienses en el voivodato de Baja Silesia. 
Fue fundado en 1202. Estuvo abandonado durante algunas décadas del siglo XIX, haciéndose cargo de él las Hermanas de la Caridad de San Carlos Borromeo en 1889. 

## Historia
El convento fue instituido por el Duque Enrique I el Barbudo y su mujer Eduviges de Andechs.
Con el consentimiento de Eduviges, su hermano Ekbert de Andechs, en aquel entonces Obispo de Bamberg, eligió a las primeras monjas que ocuparían el convento. La primera abadesa fue Petrussa, del Convento de Kitzingen, tras ella fue ocupado su cargo por Gertrudis, la hija de Eduviges. El convento fue abundantemente dotado con tierras donadas por el Duque Enrique I.
Cuando Eduviges enviudó en el año 1238, se fue a vivir a Trzebnica y fue enterrada allí. 
Hasta 1515, las abadesas fueron princesas de la Dinastía de los Piastas y miembros de la nobleza.
A finales del siglo XIII las monjas que formaban parte del convento ascendían a 120. El convento también llegó a ser mausoleo para algunas de las Piastas de Silesia. 
En 1672, había 32 monjas y seis beatas, en 1805 había 23 monjas y seis beatas.
El convento sufrió todo tipo de infortunios en la Edad Media y posteriormente: desde hambrunas en 1315,1338,1434 o 1617 a incendios importantes en 1413, 1432, 1464, 1486, 1505,1595 y 1782.
El convento padeció muy duramente durante la Guerra de los Treinta Años, las monjas tuvieron que huir a través de la frontera con Lituania, algo que de nuevo tuvieron que hacer en 1663 cuando los turcos amenazaban Silesia.
En 1742, tras la primera de las Guerras de Silesia y el Tratado de Breslavia, Trzebnica se encontró bajo el gobierno de Prusia y comenzó a padecer discriminación política.
La última abadesa, Dominica von Giller, murió en agosto de 1810 y, en noviembre del mismo año, el convento fue suprimido y secularizado por orden del Rey Federico Guillermo III de Prusia. El lugar, que era muy extenso, fue vendido y reconvertido en fábrica de telas. 
En los últimos años del siglo XIX, el santuario, que se encontraba en muy mal estado, fue adquirido por la Orden de San Juan para establecer un hospital bajo el cuidado de las Hermanas de la Caridad de San Carlos, que siguen a cargo a día de hoy.

## Iglesia
La iglesia, una basílica con pilares de estilo tardo románico y con añadidos de tipo barroco, cuenta con varias pinturas en las que se muestran escenas de la vida de Santa Eduvigis realizadas por Michael Willmann. Tras la secularización del convento, se convirtió en la iglesia parroquial de Trzebnica.
La tumba de Santa Eduvigis está ubicada en una de las capillas, a la derecha del altar. La tumba del Duque Enrique I, su marido, está situada frente al altar.